# Bostrychus africanus
Bostrychus africanus es una especie de pez del género Bostrychus, familia Butidae. Fue descrita científicamente por Steindachner en 1879.
Se distribuye por el Atlántico Oriental: Senegal a Angola, incluidas las islas de Guinea. La longitud total (TL) es de 21 centímetros. Habita en ambientes de agua salobre, ocasionalmente en agua dulce y se alimenta de cangrejos pequeños.
Está clasificada como una especie marina inofensiva para el ser humano.